# 돌파 감염
돌파 감염(突破感染, breakthrough infection)은 백신이 예방하고자 하는 질병에 예방 접종을 한 접종자가 걸리는 경우를 말한다. 간단히 말해 백신이 목표로 설계된 병원체에 대한 면역력을 제공하지 못할 때 발생한다. 돌파 감염은 볼거리, 수두, 인플루엔자 등 다양한 질병에서 예방 접종을 한 개인에게서 확인되었다. 돌파 감염의 특성은 바이러스 자체에 달려 있다. 흔히 예방 접종을 받은 개인은 감염되더라도 가벼운 증상을 일으키고, 자연적으로 감염된 경우보다 치유 기간이 짧다.
돌파 감염의 원인으로는 백신의 부적절한 투여나 보관, 바이러스의 돌연변이, 항체 차단 등이 있다. 이런 이유로 백신은 100% 효과가 있는 경우는 거의 없다. 일반적인 인플루엔자 백신은 58%의 접종자에게 인플루엔자에 대한 면역을 제공하는 것으로 추정된다. 홍역 백신은 백신을 접종한 어린이 중 2%에게 면역력을 제공하지 못한다. 그러나 집단 면역이 존재한다면, 백신의 효과를 보지 못하는 개인도 질병에 걸리는 것을 막는다. 따라서 집단 면역은 한 집단의 감염자 수를 획기적으로 감소시킨다.
미국 질병통제예방센터(CDC)는 2021년 4월 미국에서 코로나19 백신을 접종을 완료한 7천 5백만 명 이상의 사람들 중 5,814명이 코로나19에 돌파 감염되어 74명이 사망했다고 보고했다.